# Шорвуд Форeст (Индијана)
Шорвуд Форeст (енгл. Shorewood Forest) насељено је место без административног статуса у америчкој савезној држави Индијана.

## Демографија
По попису из 2010. године број становника је 2.708.
| Група             | 2000.    | 2010.         |
| Белци             | 0 (0,0%) | 2.356 (87,0%) |
| Афроамериканци    | 0 (0,0%) | 103 (3,8%)    |
| Азијати           | 0 (0,0%) | 109 (4,0%)    |
| Хиспаноамериканци | 0 (0,0%) | 99 (3,7%)     |
| Укупно            | 0        | 2.708         |